# Record d'Europe du triple saut
Pour un article plus général, voir Records d'Europe d'athlétisme.
Les records d'Europe du triple saut sont actuellement détenus par le  Britannique Jonathan Edwards qui atteint la marque de 18,29 m le 7 août 1995 à Göteborg, et par l'Ukrainienne Inessa Kravets, créditée de 15,50 m le 10 août 1995, toujours à Göteborg. Ces deux performances constituent les records du monde de la discipline.
Le premier record d'Europe du triple saut homologué par l'Association européenne d'athlétisme est celui du Finlandais Vilho Tuulos en 1923 avec la marque de 15,48 m. En 1960, le Polonais Józef Szmidt devient le premier athlète européen à dépasser la limite des 17 m avec 17,03 m. Le premier record continental féminin est validé pour la première fois en 1989.

## Progression du record d'Europe

### Hommes
23 records d'Europe masculins du triple saut ont été homologués par l'AEA.
| Marque  | Athlète            | Lieu       | Date            |
| ------- | ------------------ | ---------- | --------------- |
| 15,48 m | Vilho Tuulos       | Borås      | 6 juillet 1923  |
| 15,70 m | Leonid Shcherbakov | Moscou     | 20 juillet 1950 |
| 15,98 m | Leonid Shcherbakov | Helsinki   | 23 juillet 1952 |
| 16,23 m | Leonid Shcherbakov | Moscou     | 19 juillet 1953 |
| 16,35 m | Leonid Shcherbakov | Varsovie   | 3 août 1955     |
| 16,46 m | Leonid Shcherbakov | Moscou     | 4 juillet 1956  |
| 16,59 m | Oleg Ryakhovskiy   | Moscou     | 28 juillet 1958 |
| 16,70 m | Oleg Fedoseyev     | Naltchik   | 3 mai 1959      |
| 17,03 m | Józef Szmidt       | Olsztyn    | 5 août 1960     |
| 17,10 m | Giuseppe Gentile   | Mexico     | 16 octobre 1968 |
| 17,22 m | Giuseppe Gentile   | Mexico     | 17 octobre 1968 |
| 17,23 m | Viktor Saneïev     | Mexico     | 17 octobre 1968 |
| 17,39 m | Viktor Saneïev     | Mexico     | 17 octobre 1968 |
| 17,44 m | Viktor Saneïev     | Suhumi     | 17 octobre 1972 |
| 17,57 m | Keith Connor       | Provo      | 5 juin 1982     |
| 17,69 m | Oleg Protsenko     | Leningrad  | 4 août 1985     |
| 17,77 m | Khristo Markov     | Budapest   | 11 août 1985    |
| 17,80 m | Khristo Markov     | Budapest   | 11 août 1986    |
| 17,81 m | Khristo Markov     | Sofia      | 31 mai 1987     |
| 17,92 m | Khristo Markov     | Rome       | 31 août 1987    |
| 17,98 m | Jonathan Edwards   | Salamanque | 18 juillet 1995 |
| 18,16 m | Jonathan Edwards   | Göteborg   | 7 août 1995     |
| 18,29 m | Jonathan Edwards   | Göteborg   | 7 août 1995     |

### Femmes
5 records d'Europe féminins du triple saut ont été homologués par l'AEA.
| Marque  | Athlète            | Lieu      | Date            |
| ------- | ------------------ | --------- | --------------- |
| 14,52 m | Galina Chistyakova | Stockholm | 3 juillet 1989  |
| 14,95 m | Inessa Kravets     | Moscou    | 10 juin 1991    |
| 14,97 m | Iolanda Chen       | Moscou    | 18 juin 1993    |
| 15,09 m | Anna Biryukova     | Stuttgart | 21 octobre 1993 |
| 15,50 m | Inessa Kravets     | Göteborg  | 10 août 1995    |